# Avraham Šmu'el Bacharach
Avraham Šmu'el Bacharach (též Abraham Samuel Bacharach, kolem roku 1575 – 26. května 1615, Gernsheim, Mohučské kurfiřtství) byl německý rabín působící v Čechách a v Německu.

## Život
Pocházel zřejmě z Wormsu, první zmínka o něm je však z Prahy, kde se roku 1600 oženil s Evou (Chavou) Kohenovou, vnučkou pražského vrchního rabína, slavného rabiho Löwa. Stal se rabínem v Čechách, v Kolíně a Pohořelicích na Moravě a poté byl povolán za člena významné kongregace ve Wormsu. V té době byly časté pogromy proti židům, organizované místními cechy. Po jednom z nich Avraham Bacharach uprchl z města.
Bacharach zemřel v exilu a byl pochován v Alsbachu. Byl respektovanou osobou pro svou učenost a zbožnost. Zastával pevný postoj proti frankfurtským rabínům, kteří si činili nárok na prominenci nad ostatními rabíny v Německu. Jeho vnuk Ja'ir Chajim několik z jeho respons publikoval roku 1679 ve sbírce Chut ha-šani ve Frankfurtu nad Mohanem. Bacharach byl autorem pojednání o židovském kalendáři, množství apologetických prací vůči křesťanstvu, liturgických veršů a kazuistických textů. Některé z jeho prací dosud existují v autografech.